# Elvis Évora
Elvis Garcia Monteiro Évora  (Cabo Verde, 4 de febrero de 1978) es un exjugador de baloncesto portugués. Con 2,04 m de estatura juega en la posición de pívot para el Benfica de Portugal. 

## Trayectoria
| Club                   | País     | Año       |
| ---------------------- | -------- | --------- |
| Porto                  | Portugal | 1998–2005 |
| Tenerife               | España   | 2005–2006 |
| Ovarense               | Portugal | 2006–2008 |
| Gandía Basket Athletic | España   | 2008–2009 |
| Benfica                | Portugal | 2009–2013 |
| Interclube             | Angola   | 2013–2014 |
| Maia Basket            | Portugal | 2015      |
| Oliveirense            | Portugal | 2015–2017 |
| Vitória Guimarães      | Portugal | 2017–2018 |
| Galomar Basket         | Portugal | 2019–2020 |

## Selección nacional
Évora disputó con la selección de baloncesto de Portugal varios torneos continentales, incluyendo el EuroBasket 2005, el EuroBasket 2007 y el EuroBasket 2011.